# Parazen pacificus
Parazen pacificus är en fiskart som beskrevs av Kamohara, 1935. Parazen pacificus ingår i släktet Parazen och familjen Parazenidae. Inga underarter finns listade i Catalogue of Life.